# Враги (фильм, 2006)
«Враги́» (англ. Android Apocalypse) — американский фантастический телефильм 2006 года режиссёра Пола Зиллера, вышедший 24 июня на телеканале Syfy.

## Сюжет
Сюжет фильма основан на противостоянии людей и андроидов в эпоху глобальной экологической катастрофы. Человек сначала не хочет дружить с представителем кибернетического племени, а хочет его убить, но тот этого не позволяет, но при этом сам особой агрессии не проявляет, тем более, что они привязаны друг к другу неразрывной связью, а потому вынуждены идти вперёд, если хотят хоть чего-то добиться. В конце концов неразрывную связь им удаётся разорвать путём того, что человек отрезает своему напарнику кисть, но это не спасает его от того, чтобы попасть в плен всё к тем же андроидам, где его мучают и даже хотят убить вместе с его женой, которая случайно оказывается там же, рядом с ним, но в конце концов оставшимся в живых людям и нашему старому знакомому, тому самому андроиду, которому в своё время отрезали кисть, удаётся взорвать адское логово андроидов, после этого главных героев фильма, человека и андроида, ждут великие дела, которые они будут вершить в сиквелах… Мораль фильма состоит в том, что и среди андроидов есть такие экземпляры, моральные принципы которых находятся на более высоком уровне развития, чем у некоторых представителей рода человеческого.

## В главных ролях
- Джоуи Лоуренс — ДиСи
- Скотт Бэйрстоу — Джут
- Крис Джерико — ТиДи
- Трой Ског — Варрта
- Эми Матисио — Рэйчел
- Майк Флейшхакер — Баттер
- Энн Бедиан — Транк
- Шеннон Джардин — Джой
- Венди Андерсон — миссис Карлсон